# Полина Поришкова
Полина Поришкова (чеш. Paulina Porizkova), право име Павлина Поржишкова (чеш. Pavlína Pořízková; 9. априла 1965. у месту Простјејов у тадашњој Чехословачкој, данас Чешкој) је чешко-шведска глумица и фото-модел. Данас има држављанство Шведске и САД.
Њени родитељи су побегли из Чехословачке у Шведску после совјетске инвазије на Чехословачку 1968. године. Деца су се придружила родитељима тек после седам година, а дотле су одрастала уз баку.
Године 1980. Поришкову је ангажовала агенција за фотомоделе „Елит“. Била је на насловним страницама часописа Лајф, Воуг, Ел, и Плејбој. Током 1980-их била је једна од најпознатијих светских манекенки. Године 1988. зарадила је шест милиона долара за рекламу козметике Есте Лодер (Estée Lauder Inc.). Висока је 180 центиметара.
Имала је главну улогу у филму „Нинин алиби“ (1989) уз Тома Селека. У филму Емира Кустурице „Аризона дрим“ (1993) глумила је уз Џонија Депа и Феј Данавеј. Касније је глумила у још неколико филмова.
Била је удата за рок певача Рика Окасека (из групе Карс - Cars) од 1989. до 2019. године и са њим има два сина.